# Rancho Notorious
Rancho Notorious is een Amerikaanse western uit 1952 onder regie van Fritz Lang. Destijds werd de film in Nederland uitgebracht onder de titel De ranch der verdoemden.

## Verhaal
Vern Haskell is op zoek naar de moordenaar van zijn verloofde. Hij doet zich voor als een bandiet en kan zo infiltreren in een ranch, waar alle vogelvrij verklaarden in het Wilde Westen zich ophouden.

## Rolverdeling
| Acteur           | Personage        |
| ---------------- | ---------------- |
| Marlene Dietrich | Cora Keane       |
| Arthur Kennedy   | Vern Haskell     |
| Mel Ferrer       | Frenchy Fairmont |
| Gloria Henry     | Beth Forbes      |
| William Frawley  | Baldy Gunder     |
| Lisa Ferraday    | Maxine           |
| John Raven       | Herbergier       |
| Jack Elam        | Mort Geary       |
| George Reeves    | Wilson           |
| Frank Ferguson   | Predikant        |
| Lloyd Gough      | Kinch            |